# George Lusztig
George Lusztig, eigentlich Gheorghe Lusztig, (* 20. Mai 1946 in Timișoara, Rumänien) ist ein US-amerikanischer Mathematiker, der sich mit Darstellungstheorie beschäftigt.

## Leben
Lusztig studierte an der Universität Bukarest. Danach ging er in die USA, wo er 1969 bis 1971 am Institute for Advanced Study in Princeton bei Michael Atiyah arbeitete. 1971 wurde er in Princeton bei Atiyah und (formal) William Browder promoviert (Novikov's Higher Signature and Families of Elliptic Operators, erschienen in Journal of Differential Geometry Bd. 7, 1972, S. 229). Ab 1971 war er an der University of Warwick in England, wo er 1972 Lecturer und 1974 Professor wurde. Ab 1978 war er am Massachusetts Institute of Technology (MIT), wo er zurzeit Norbert Wiener Professor ist.
Zu seinen Doktoranden zählten Ian Grojnowski (1992) und Corrado de Concini.

## Werk
Seine Dissertation war ein wesentlicher Beitrag zur Novikov-Vermutung.
Lusztig führte neue fundamentale Konzepte in die Darstellungstheorie algebraischer Gruppen ein. In der Deligne-Lusztig Theorie (mit Pierre Deligne, Representations of reductive groups over finite fields, Annals of Mathematics, Bd. 103, 1976, S. 103–161) wird die {\displaystyle l}-adische Kohomologie benutzt, um lineare Darstellungen endlicher Gruppen vom Lie-Typ zu konstruieren. 1984 gab Lusztig so alle Darstellungen endlicher einfacher Gruppen vom Lie-Typ an. In der Arbeit Representation of Coxeter groups and Hecke algebras (Inventiones Mathematicae Bd. 53, 1979, S. 165) führten Kazhdan und Lusztig 1979 Kazhdan-Lusztig-Polynome ein (und formulierten die Kazhdan-Lusztig-Vermutungen) und gaben 1980 eine Interpretation mit der Schnittkohomologie von Goresky und Robert MacPherson. Lusztig trug über die Anwendung dieser „geometrischen“ Methoden in der Darstellungstheorie auf dem Internationalen Mathematikerkongress 1990 in Kyōto vor (Intersection Cohomology Methods in Representation Theory). Ab Ende der 1980er Jahre beschäftigte er sich auch mit Quantengruppen (definiert 1985 von Wladimir Drinfeld und Michio Jimbō).

## Auszeichnungen und Mitgliedschaften
1977 erhielt er den Junior Berwick Prize der London Mathematical Society und 1985 den Colepreis in Algebra. 1983 wurde er zum Mitglied der Royal Society gewählt. Seit 1991 ist er gewähltes Mitglied der American Academy of Arts and Sciences, seit 1992 der National Academy of Sciences, und er ist Fellow der American Mathematical Society. 1999 erhielt er die Brouwer-Medaille und 2008 den Leroy P. Steele Prize. 1974 war er Invited Speaker auf dem Internationalen Mathematikerkongress in Vancouver (On the discrete series representations of the classical groups over finite fields) ebenso wie 1983 in Warschau (Characters of reductive groups over finite fields) und 1990 in Kyōto (Intersection cohomology methods in representation theory). 2014 erhielt er den mit einer Million US-Dollar dotierten Shaw Prize für Mathematik. 2022 wurde er mit dem Wolf-Preis in Mathematik ausgezeichnet.

## Schriften
- Publications of George Lusztig. In: Nagoya Mathematical Journal. Band 182 (Special Issue Celebrating the 60th Birthday of George Lusztig), 2006, S. I–XI, (online).

- The Discrete Series of GLn over a Finite Field (= Annals of Mathematical Studies. 81). Princeton University Press u. a., Princeton NJ 1974.
- mit Pierre Deligne: Representations of reductive groups over finite fields. In: Annals of Mathematics. Serie 2, Band 103, Nr. 1, 1976, S. 103–161, doi:10.2307/1971021.
- mit David Kazhdan: Representations of Coxeter Groups and Hecke Algebras. In: Inventiones Mathematicae. Band 53, Nr. 2, 1979, S. 165–184.
- mit David Kazhdan: Schubert varieties and Poincaré duality. In: Robert Osserman, Alan Weinstein (Hrsg.): Geometry of the Laplace Operator. (Proceedings of the Symposium in Pure Mathematics of the American Mathematical Society. Held at the University of Hawaii, Honolulu, Hawaii, March 27–30, 1979) (= Proceedings of Symposia in Pure Mathematics. 36). American Mathematical Society, Providence RI 1980, ISBN 0-8218-1439-7, S. 185–203.
- Characters of Reductive Groups over a Finite Field (= Annals of Mathematical Studies. 107). Princeton University Press, Princeton NJ 1984, ISBN 0-691-08351-7.
- Introduction to Quantum Groups (= Progress in Mathematics. 110). Birkhäuser, Boston MA u. a. 1993, ISBN 0-8176-3712-5.